# Capena
Capena ist eine italienische Gemeinde in der Metropolitanstadt Rom in der Region Latium mit 10.855 Einwohnern (Stand 31. Dezember 2023). Sie liegt 39 km nördlich von Rom.

## Geografie
Capena liegt oberhalb des Tals des Tiber. Die Altstadt erhebt sich auf einem Hügel über dem Tal, während sich die modernen Ortsteile in der Ebene bis zur Autobahnausfahrt Roma-Nord erstrecken.
Die Nachbarorte sind Castelnuovo di Porto, Civitella San Paolo, Fiano Romano, Montelibretti, Monterotondo, Morlupo und Rignano Flaminio.

### Verkehr
Capena liegt acht Kilometer von der Ausfahrt Roma Nord an der Autobahn A1 Autostrada del Sole von Rom nach Mailand entfernt.
Das Gemeindegebiet wird von der Schnellbahnstrecke Florenz–Rom durchquert, die hier jedoch keinen Haltepunkt hat. Der nächste Bahnhof Fara in Sabina an der Regionalbahnstrecke FR1, vom Flughafen Rom-Fiumicino über Rom-Tiburtina nach Orte, liegt 12 km vom Ortszentrum entfernt. Bei Capena gibt es kleine Flugplätze (Aviosuperfici) für die allgemeine Luftfahrt.

## Geschichte
Unter dem Namen Leprignano als Rückzugssiedlung in der späten Völkerwanderungszeit auf einem Tuffhügel mit teilweise steilen Abhängen gegründet, erscheint ein castrum Lepronianum in einer Urkunde von Papst Gregor VII. vom 14. März 1081 als Besitz der Abtei San Paolo fuori le Mura in Rom. Mit verschiedenen Unterbrechungen konnte das Kloster bis 1870 diesen Zustand bewahren. Im Jahre 1933 wurde der Ortsname in den heute gültigen geändert, um unter Bezugnahme auf die antike Geschichte durch Benito Mussolini eine Kontinuität zur vorrömischen Stadt Capena zu postulieren, die Hauptort des kleinen Volkes der Capenates war, das sich bis etwa 390 v. Chr. zwischen den Faliskern im Norden, Etruskern im Westen, Sabinern im Osten und Römern im Süden behaupten konnte, um dann unter römische Herrschaft zu kommen. Das antike Capena lag auf dem Civitucola genannten Hügel einige Kilometer nördlich der heutigen Kleinstadt.

## Bevölkerungsentwicklung
| Jahr      | 1871 | 1881 | 1901 | 1921 | 1936 | 1951 | 1971 | 1991 | 2001 | 2011 |
| --------- | ---- | ---- | ---- | ---- | ---- | ---- | ---- | ---- | ---- | ---- |
| Einwohner | 1082 | 1148 | 1579 | 1756 | 2066 | 2335 | 2808 | 4875 | 5826 | 9488 |

Quelle: ISTAT

## Politik
Antonella Bernardoni (Bürgerliste) wurde im Juni 2009 zur Bürgermeisterin gewählt und löste Riccardo Benigni ab, der nicht mehr kandidierte. Mit Wirkung vom 1. Dezember 2016 wurde Giovanni Luigi Bombagi von Staats wegen zum außerordentlichen Verwalter der Gemeindeangelegenheiten (ital. Commissario Straordinario) ernannt; damit wurden die Befugnisse der bis dahin tätigen Wahlbeamten und Ratsmitglieder suspendiert. Bei den Kommunalwahlen vom 11. Juni 2017 wurde Roberto Barbetti zum neuen ordentlichen Bürgermeister gewählt.

## Sehenswürdigkeiten
- Palazzo dei Monaci: Zuerst burgähnliche Befestigung der Mönche von San Paolo fuori le Mura, wurde das Gebäude 1599 im Stil der Renaissance umgestaltet. Im Inneren befinden sich unten Lagerräume, in den beiden Obergeschossen aber Räume für die Repräsentation, für Gäste und die Mönche mit einer Kapelle. Zwischen 1920 und 1930 als Rathaus genutzt, wurde das Gebäude im letztgenannten Jahre von der Abtei an Privatleute verkauft. Eine Renovierung wurde vor kurzer Zeit vorgenommen.
- Torre dell’Orologio: Zwischen zwei anderen Gebäuden an der Piazza del Popolo zurückgesetzt stehend, dient der Uhrturm heute als Ortsmuseum, das die Geschichte von Leprignano mittels archäologischer Objekte dokumentiert.
- Kirche Sant’Antonio Abbate an der Provinzialstraße 51b mit römischen Architekturresten an der Zugangstreppe.
- Kirche San Leone am Friedhof: Frühmittelalterliches Bauwerk mit einer aus reich verzierten Friesplatten im Flechtwerkstil zusammengesetzten Ikonostase und dahinter an der Apsisrückwand befindlichen Fresken der Hochrenaissance in zwei Registern übereinander.
- Von der zerstörten Kirche San Michele beim Palazzo dei Monaci hat sich ein Türsturz erhalten, auf dem die Bauinschrift das Jahr 1477 unter Papst Sixtus IV. nennt. Im Jahre 1907 wurde eine neue Kirche San Michele im Stil der Neugotik an der Provinzialstraße 51b gegenüber dem neobarocken Rathaus eingeweiht: Im Inneren befindet sich ein auf das Jahr 1452 datiertes Triptychon der Spätgotik, das Christus als Erlöser, die Apostel Petrus und Paulus sowie eine Verkündigung Mariens darstellt; als Maler ist Antonio da Viterbo genannt.
- Im Ortsteil Scorano steht ein moderner Gebäudekomplex der italienischen Niederlassung des deutschen Industriekonzerns Würth, in dem das zugehörige Art Forum Würth Capena seit 2006 Ausstellungen moderner Kunst veranstaltet.
- Wenige Reste der antiken Stadt Capena liegen auf einem Hügel zwischen zwei Bachläufen in der Gemarkung Civitucola, nämlich Teile der Ortsmauer, Grundmauern eines als Tempel gedeuteten Gebäudes, Straßenfragmente der Via Capenate und eine Kirche, bei der 1931 etliche römische Inschriften gefunden wurden, darunter eine des Kaisers Augustus.
- Das Areal der römischen Stadt Lucus Feroniae befindet sich im Tal an der Via Tiberina.

## Kulinarische Spezialitäten
Auf dem Gemeindeterritorium wird der Weißwein Bianco di Capena produziert.